# Погром в Пшемысле
Погром в Пшемысле — состоявшееся 15 сентября 1914 года массовое избиение арестованных по обвинению в русофильстве жителей округи Пшемысля.

## Предыстория
С началом Первой мировой войны правительство Австро-Венгрии провело массовые аресты реальных или потенциальных сторонников России, прежде всего галицийских и буковинских русинов (украинцев), придерживавшихся общерусской самоидентификации. Аресты сопровождались кампанией ненависти и шпиономанией в прессе, что периодически приводило к линчеваниям.

## Погром
Группа крестьян и сельской интеллигенции была арестована в ряде сёл пшемысльского повята и конвоировалась через Пшемысль. Во время прохода конвоя через город группа военных (предположительно венгерских гонведов) и примкнувших к ним жителей города начала избиение, которое переросло в резню. Из 46 участников конвоя 44 было убито, двое выжили, раненые и принятые за мёртвых. Никто из участников погрома не понёс наказания.

## Последствия
О погроме впервые было громко заявлено после взятия города российской армией, был проведён молебен в память жертв. В 1920-е годы обсуждался вопрос о постройке памятника, однако он был построен лишь в 1935 году — усилиями русофильских организаций города и округи. Тогда же жертвы погрома были перезахоронены на Главном кладбище Пшемысля.